# Pierre Claes (archéologue)
Pierre Claes, né le 19 juillet 1904 à Namur et mort le 14 mars 1982 à Uccle, est un archéologue belge. Il a notamment découvert le trésor de Liberchies en Belgique en 1970. Il a effectué de multiples recherches archéologiques principalement sur des sites gallo-romains en Belgique. Les résultats de ses recherches ont été publiés dans diverses revues scientifiques et livres.

## Biographie
Pierre Claes a mené ses premières fouilles, entre 1938 et 1943, sur le site du Neckersgat, à Uccle, à proximité du moulin du Neckersgat. Il a révélé des fragments de céramique et des fibules en bronze datant de La Tène III, une monnaie d’argent romaine d’Auguste, des pendeloques de collier et une hache polie en silex. Grâce à sa découverte d'outils préhistoriques (microlithes) datant du Mésolithique, le site de Neckersgat est devenu un des sites les plus anciens de la région bruxelloise.
Il a mené des fouilles à Tavier (commune d'Éghezée) en 1952 et 1953, où il a mis au jour un autel dédié à Apollon. Tavier est situé le long de la voie Bavay-Cologne.
Il a mené d'importantes fouilles sur le site gallo-romain de Liberchies à partir de 1954 jusqu'à sa mort. Il a mis au jour des fondations d'habitations romaines, un puits romain très bien conservé, des deniers d'argent et de bronze des trois premiers siècles après J.-C., des bijoux, poteries, fibules, ainsi que des silex datant du Néolithique,,.
Il a mené des fouilles sur la commune de Wépion de 1955 à 1960.
Il a aussi mené des fouilles dans la grotte de On sous Jemelle, province de Namur (Belgique) entre 1964 et 1969, où il a mis au jour des vestiges du Bronze,,.

## Trésor de Liberchies
Pierre Claes est principalement connu pour avoir découvert le célèbre trésor de Liberchies en Belgique en 1970.
Pierre Claes a découvert le trésor lors de ses fouilles dans l'ancien village romain de "Germiniacum", dont les ruines sont situées aujourd'hui à Liberchies, dans le Hainaut. Germinacium est situé au bord de l'ancienne voie romaine, la chaussée de Brunehaut, reliant Bavay, en France, à Cologne, en Allemagne. Le trésor se trouvait à une profondeur d'à peine 70 centimètres. Pierre Claes découvrit la plus grosse partie du trésor le 10/08/1970. Le lendemain, il découvrit quelques pièces supplémentaires et le 07/11/1970, il découvrit une ultime pièce.
Le trésor est constitué de 368 pièces d'or pour un poids total de 2,6 kilos. Les pièces sont datées de 63 à 166 apr. J.-C., couvrant les règnes des empereurs Néron à Marc Aurèle. Les Romains appelaient leurs pièces d'or des deniers d'or ou "aureus" ("aurei" au pluriel). D'après Marcel Thirion, auteur du livre "Le trésor de Liberchies", la valeur du trésor à l'époque correspondait à 30 ans de solde d'un légionnaire ordinaire.
Le trésor suscite toujours de l'intérêt 50 ans après sa découverte. En témoigne le reportage de la RTBF, radio-télévision belge, réalisé en 2018 sur la découverte du trésor, incluant des images d'archive du journal télévisé avec Pierre Claes. Ensuite, il y a l'exposition permanente qui lui est consacrée au musée de Liberchies et les conférences qui lui sont dédiées comme celle donnée à Lille par Laurent Schmitt (SFN & SÉNA, Paris) intitulée "Le trésor de Liberchies : état de la question cinquante ans après sa découverte" en 2019. Finalement, il y a aussi les nombreuses citations bibliographiques relatives au livre qui lui est consacré.

### Achat du trésor de Liberchies
Plusieurs candidats acheteurs se sont fait connaitre, mais la volonté de Pierre Claes était qu'il reste en Belgique. Le trésor a été acheté dans son intégralité par la Banque nationale de Belgique, qui en a fait don au Cabinet des Médailles de la Bibliothèque Royale, située à Bruxelles, en 1971. La somme versée pour le rachat du trésor n'a pas été communiquée. En 2018, Johan Van Heesh, conservateur au cabinet des médailles, estimait que chaque pièce valait environ 5.000 euros et la valeur totale du trésor était de 2 millions d'euros. La somme a été partagée équitablement entre l'inventeur du trésor, Pierre Claes, et le propriétaire du champ où a été découvert le trésor. Pierre Claes a fait don de l'intégralité de sa part à l'A.S.B.L Pro Geminiaco.

## Membre et fondateur
Pierre Claes a été membre de la Société royale belge d'anthropologie et de préhistoire. Il a aussi été un membre actif du Cercle d'Histoire d'Archéologie et de Folklore d'Uccle et environs.
Pierre Claes a fondé l'A.S.B.L. Pro Geminiaco6 en 1967. Cette association avait pour but de réaliser des fouilles archéologiques sur la commune de Liberchies. Grâce notamment à la somme d'argent importante reçue pour la vente du trésor, de nombreuses fouilles ont pu être réalisées sur le site de Liberchies par de nombreux archéologues passionnés, qu'ils soient étudiants, amateurs ou professionnels. Les fouilles ont été réalisées pendant plus de 47 ans, et ont donc continué bien après le décès de Pierre Claes en 1982, perpétuant ainsi sa passion pour la découverte du site gallo-romain de Germinacum. Les dernières fouilles ont été réalisées en 2015 et l'association a été dissoute en 2020.

## Conservation des fouilles et reconnaissance
Le musée de Liberchies documente plus de 50 ans de fouilles archéologiques du site gallo-romain de Germinacium à travers une exposition permanente intitulée "Liberchies, entre Belgique et Germanie: guerres et paix en Gaule romaine". Le musée contient de nombreux objets découverts sur les sites de fouilles à l'exception du trésor.
Le trésor est conservé au Cabinet des Médaillesde la Bibliothèque Royale de Bruxelles. La première exposition ouverte au public du trésor de Liberchies a eu lieu en 1972 à la Bibliothèque royale Albert. La Bibliothèque Royale de Belgique déclare que "Le trésor de Liberchies est un document unique pour l'histoire monétaire de la Belgique romaine. En 2005, à l'occasion des 175 ans de l'anniversaire de la Belgique, le Cabinet des Médailles a exposé le trésor de Liberchies lors d'une grande exposition consacrée à ses plus beaux trésors.
L'intérêt exceptionnel des découvertes réalisées sur le site « Les Bon Villers » par Pierre Claes et par les membres de son ASBL Pro Geminico, situé dans la commune de Liberchies, a conduit au classement du site par un arrêté wallon daté du 18 novembre 1992. Le site a été ensuite élevé au rang de « patrimoine exceptionnel » par deux arrêtés successifs (29 juillet 1993 et 25 juillet 1996).

## Référence à Pierre Claes dans la culture populaire
Les auteurs Eric Albert et François Maingoval font référence au "célèbre archéologue belge Pierre Claes" dans l'album "Corpus Christi T1, le Secret des Papes". Pierre Claes est présenté comme le grand-père du héros.